# Althepus pictus
Althepus pictus is een spinnensoort uit de familie Psilodercidae. De soort komt voor in Myanmar.